# مجلس هونغ كونغ التشريعي
مجلس هونغ كونغ التشريعي (بالصينية: 立法會) هو الهيئة التشريعية الوحيدة في منطقة هونغ كونغ الإداريَّة الخاصَّة التابعة لجمهورية الصين الشعبية. تنعقد جلسات المجلس في مقر المجلس التشريعي بمنطقة سنترال منذ عام 2011. يتألف مجلس هونغ كونغ التشريعي من 70 عضواً، يُنتَخب 35 منهم وفقاً لأصوات دوائر انتخابية جغرافية مباشرة يشارك بها جميع المقيمين الدائمين في هونغ كونغ، أما الـ35 الآخرون فهم يختارون بانتخاباتٍ غير مباشرةٍ تشارك بها منظمات وشركات خاصَّة أو أشخاصٌ محدَّدون مسبقاً.
يعمل المجلس التشريعي تحت المواد 66 إلى 79 من قانون هونغ كونغ الأساسي، حيث تعطي هذه الموادُّ للمجلس مهامَّ سنّ أو تعديل أو إلغاء القوانين، وفحص ميزانيات الدولة والضرائب والنفقات العامَّة والموافقة عليها، ومتابعة عمل الحكومة. كما أنَّ للمجلس صلاحية المصادقة على تنصيب أو تنحية القضاة في محكمة العدل الأخيرة أو رئيس القضاة في المحكمة العليا، أو حتى التَّجريح برئيس هونغ كونغ التنفيذي.